# Cantón de San Pablo
Cantón de San Pablo är en kanton i Costa Rica.   Den ligger i provinsen Heredia, i den centrala delen av landet, 7 km norr om huvudstaden San José.